# Mandy Niklausová
Mandy Niklausová rozená Mandy Dicková (* 1. března 1956 Drážďany, Německá demokratická republika) je bývalá východoněmecká a německá sportovní šermířka, která se specializovala na šerm fleretem. Syn André Niklaus reprezentoval Německo v atletickém desetiboji. Východní německo reprezentovala v sedmdesátých a osmdesátých letech. Na olympijských hrách startovala v roce 1980 v soutěži jednotlivkyň a družstev. V roce 1984 přišla o start na olympijských hrách kvůli bojkotu. V roce 1982 obsadila třetí místo na mistrovství světa v soutěži jednotlivkyň.